# 지방도 제717호선
지방도 제717호선은 전북특별자치도 순창군 동계면 연산사거리에서 임실군 운암면 쌍암리를 잇는 전북특별자치도의 지방도이다.
임실군 강진면 옥정리부터 운암면 쌍암리까지 국도 중복 구간을 제외하고 전 구간 도로가 미개설되어 있다.

## 연혁
- 2007년 12월 5일 : 강진 ~ 운암간 도로(임실군 강진면 회진리 ~ 임실군 강진면 옥정리) 8.02km 구간 신설 개통[1]
- 2014년 12월 15일 : 섬진강댐 이주단지내 이설도로(임실군 운암면 쌍암리 ~ 사양리) 1.46 km 구간 개통[2]
- 2022년 8월 5일 : 강진 ~ 운암간 도로(임실군 강진면 옥정리 ~ 운암면 금기리) 2.76km 구간 신설 개통[3]

## 주요 경유지
- 순창군
  - 동계면 연산사거리 - 동계고등학교, 동계중학교 - 관전삼거리 - 동심리 - 어치리 - 어치삼거리 - 가곡교
- 임실군
  - 덕치면 가곡교 - 가곡리 - 사곡리 - 사곡교
  - 강진면 갈담리 - 강동교 - 강진사거리 - 섬진중학교 - (대영주유소) - 회진리 - 용수리 - 섬진강댐 - 갈담초등학교 옥정분교 (폐교) - 옥정리 - (미개통 구간 : 문방리)
  - 운암면 (미개통 구간 : 운정리 - 금기리 - 운암리) - 모시울 교차로 - 운암터널 (1110m) - 운종 교차로 - (미개통 구간 : 운종리 - 마암리 - 청운리 - 입석리 - 지천리 - 사양리 - 쌍암리)

## 중복 구간
- 순창군 동계면 연산사거리 ~ 관전삼거리 : 국도 제21호선과 중복
- 임실군 강진면 강진사거리 ~ (대영주유소) : 국도 제30호선과 중복
- 임실군 운암면 모시울 교차로 ~ 운종 교차로 : 국도 제27호선과 중복

## 도로명
- 순창군 동계면 연산사거리 ~ 임실군 강진면 강진사거리 : 강동로
- 임실군 강진면 강진사거리 ~ (대영주유소) : 호국로
- 임실군 강진면 (대영주유소) ~ 옥정리 : 옥정호로
- 임실군 운암면 모시울 교차로 ~ 운종 교차로 : 모악로